# Northrop F-89 Scorpion
El Northrop F-89 Scorpion fue uno de los primeros reactores de combate diseñado para ser un interceptor todo tiempo. Aunque sus alas rectas limitaban su rendimiento, estaba entre los primeros aviones de combate de la USAF en contar con misiles guiados, y en particular fue el primer avión de combate armado con armas nucleares aire-aire (los cohetes termonucleares no guiados Douglas MB-1 Genie ).

## Diseño y desarrollo
El Scorpion surgió en 1945 de la Especificación del Mando de Servicio Aéreo Técnico ("Características Militares de Aviones de Combate Todo Tiempo") por parte de las USAAF para un caza nocturno de propulsión a reacción destinado a sustituir al P-61 Black Widow. Bell Aircraft, Consolidated-Vultee, Douglas, Goodyear, Northrop y Curtiss Wright presentaron propuestas.
Northrop presentó cuatro diseños diferentes, preparados por el equipo de Jack Northrop, incluyendo una radical ala volante, resultando elegido el diseño N-24, un avión de cuerpo delgado con un ala en voladizo montada en disposición media y dos turborreactores Allison J35 con postcombustión. Iba a tener radar y una tripulación de dos hombres, con un armamento de cuatro cañones de 20 mm en una única torreta en el morro. Uno de los aspectos inusuales del diseño fue el uso por parte de Northrop del "Deceleron", una combinación de aerofreno, alerón y flap que podría tener cabida en el diseño de ala delgada. Esta característica única agregó que durante el desarrollo del prototipo, el "Deceleron" se convirtiera en una marca de Northrop, que más tarde todavía se utilizaría en el B-2 Spirit. Los contratos por dos prototipos fueron emitidos en diciembre de 1946, mientras que Douglas, con su XF3D-1 Skynight y Curtiss, con su XF-87 Blackhawk, también fueron premiados con contratos de desarrollo.
El primer prototipo de XP-89 realizó su primer vuelo el 16 de agosto de 1948, con el piloto de pruebas Fred C. Bretcher a los mandos. Durante la mayor parte del período de evaluación, el prototipo de Curtiss había sido el favorito para el contrato, pero en un concurso de vuelo con sus principales competidores, el diseño de Northrop demostró ser superior. Otros interceptores de la USAF, como el F-94 Starfire y el F-86 Sabre habían sido adaptados a partir del diseño del Scorpion.

## Variantes

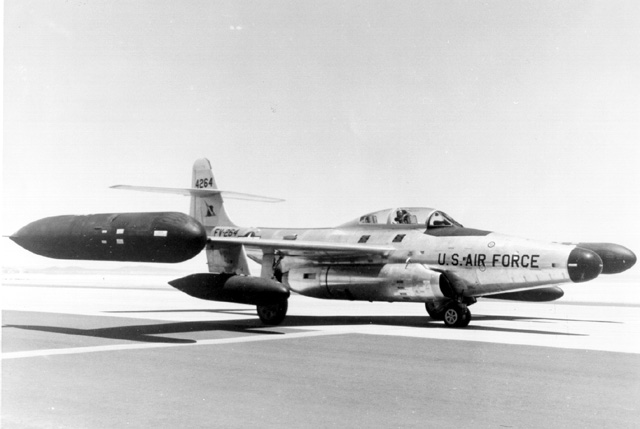
F-89H de la USAF.

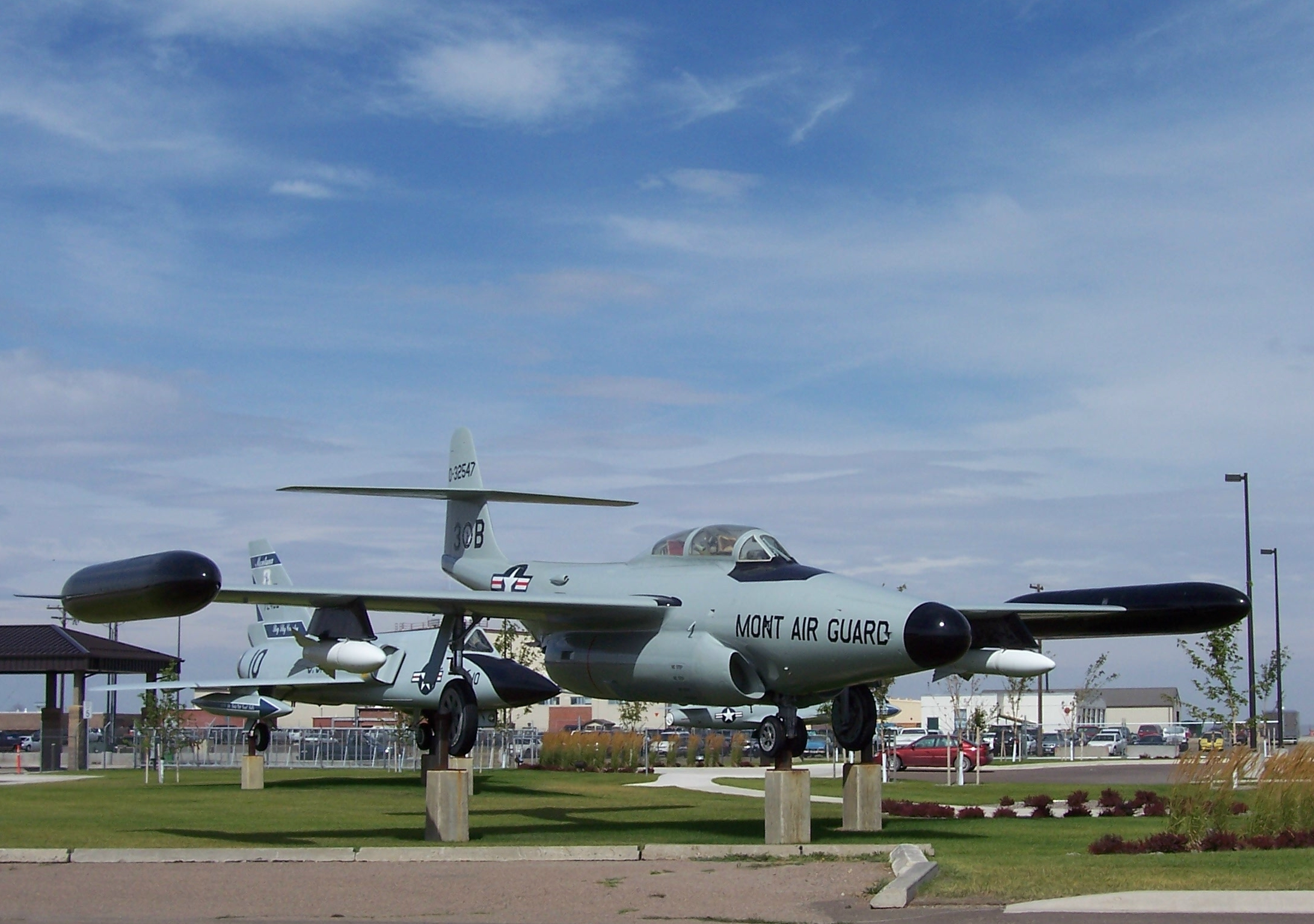
F-89J de la Guardia Nacional Aérea de Montana en el aeropuerto de Great Falls.

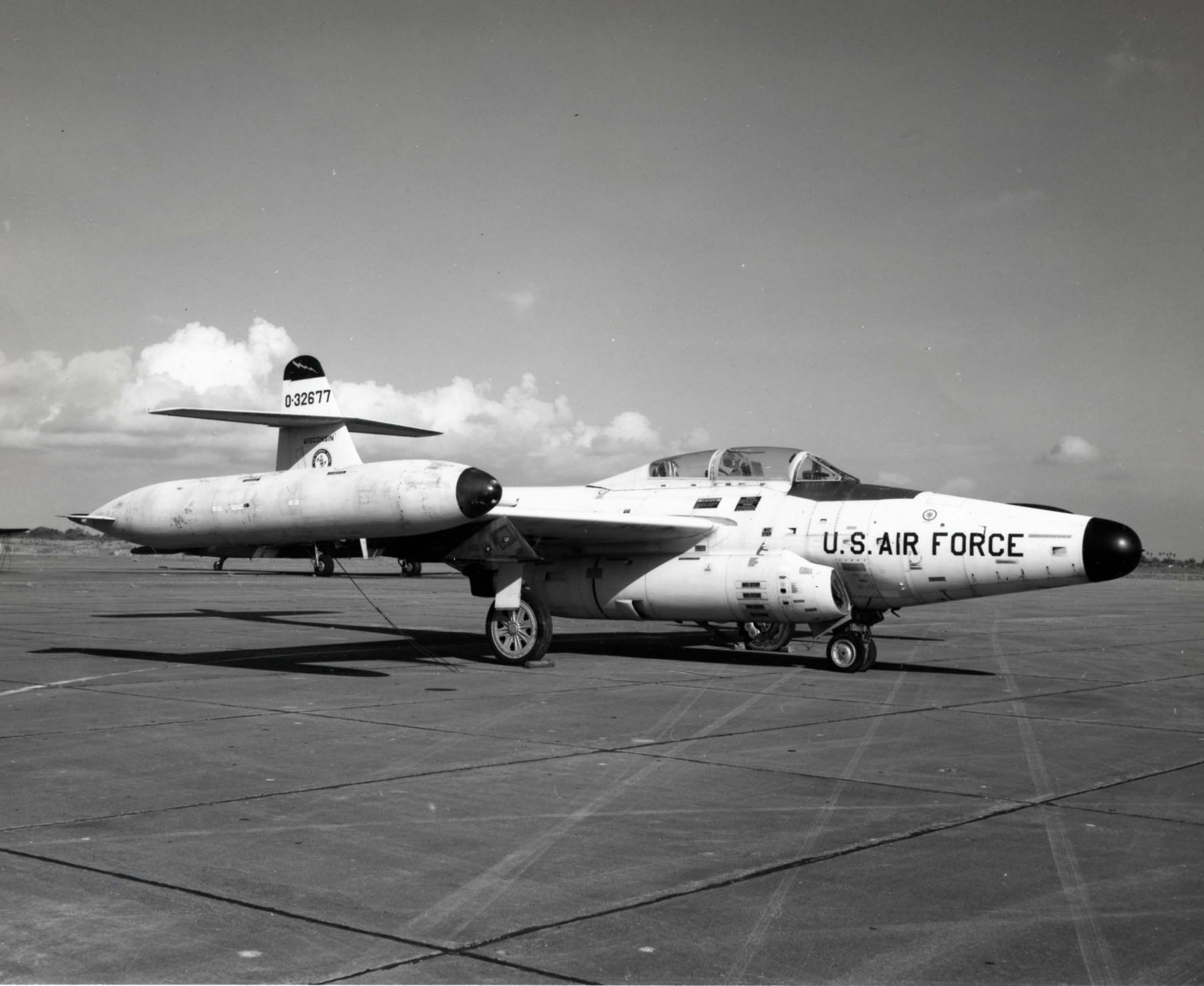
Northrop F-89J en 1972.

N-24
Designación interna de la compañía.
XF-89
Primer prototipo, propulsado por dos motores Allison J35-A-9 de 17,8 kN (4000 lbf).
XF-89A
Segundo prototipo, propulsado por un motor más potente J35-A-21A de 22,7 kN (5100 lbf) en seco, 30,3 kN (6800 lbf) recalentado.
F-89A
Primera versión de producción, con cola revisada y armamento de 6 cañones. 8 construidos.
DF-89A
F-89A convertidos en drones.
F-89B
Segunda versión de producción, con mejoras en la aviónica. 40 construidos.
DF-89B
F-89B convertidos en drones.
F-89C
Tercera versión de producción, con motores más potentes J35-A-21 o -33 de 25,0 kN (5600 lbf) en seco, 32,0 kN (7400 lbf) recalentado. 164 construidos.
YF-89D
Conversión de un F-89B para probar la nueva aviónica y armamento del F-89D.
F-89D
Versión de producción, con un nuevo sistema de control de tiro Hughes, desaparición de los seis cañones de 20 mm, instalación de depósitos subalares de combustible y de contenedores de punta alar capaces cada uno de lanzar 52 cohetes no dirigidos estabilizados por aletas plegables, sistema de control de fuego Hughes E-6, radar AN/APG-40 y computadora AN/APA-84. Un total de 682 ejemplares construidos.
YF-89E
Un prototipo para probar el nuevo motor Allison YJ71-A-3 de 31,2 kN (7000 lbf) en seco, 42,4 kN (9500 lbf) recalentado, convertido desde un F-89C.
F-89F
Versión propuesta con un nuevo motor J71, nunca construida.
F-89G
Versión propuesta con control de tiro revisado y misiles GAR-1/GAR-2 Falcon, nunca construida.
YF-89H
F-89D modificados para probar las capacidades del F-89H. 3 convertidos.
F-89H
Versión con sistema de control de tiro E-9, 6 misiles GAR-1/GAR-2 Falcon y 42 cohetes FFAR. 156 construidos.
F-89J
Conversión del F-89D con soportes bajo cada semiplano para un cohete con cabeza termonuclear Douglas MB-1 Genie y 4 misiles Falcon, y la capacidad de carga estándar de un F-89D y puntos para depósitos externos y cohetes. Un total de 350 fueron convertidos desde F-89D.

## Operadores
Estados Unidos
- USAF
- Guardia Aérea Nacional

## Supervivientes
F-89B

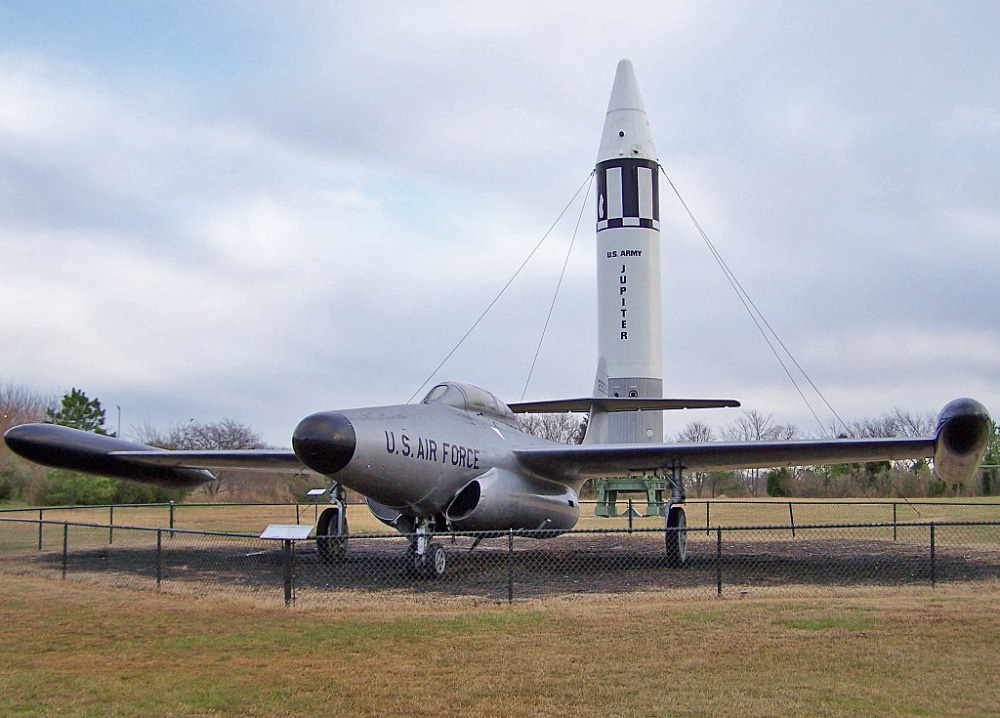
F-89J, AF Serial No. 52-2129, en exhibición en el Air Power Park y Museo en Hampton, Virginia.

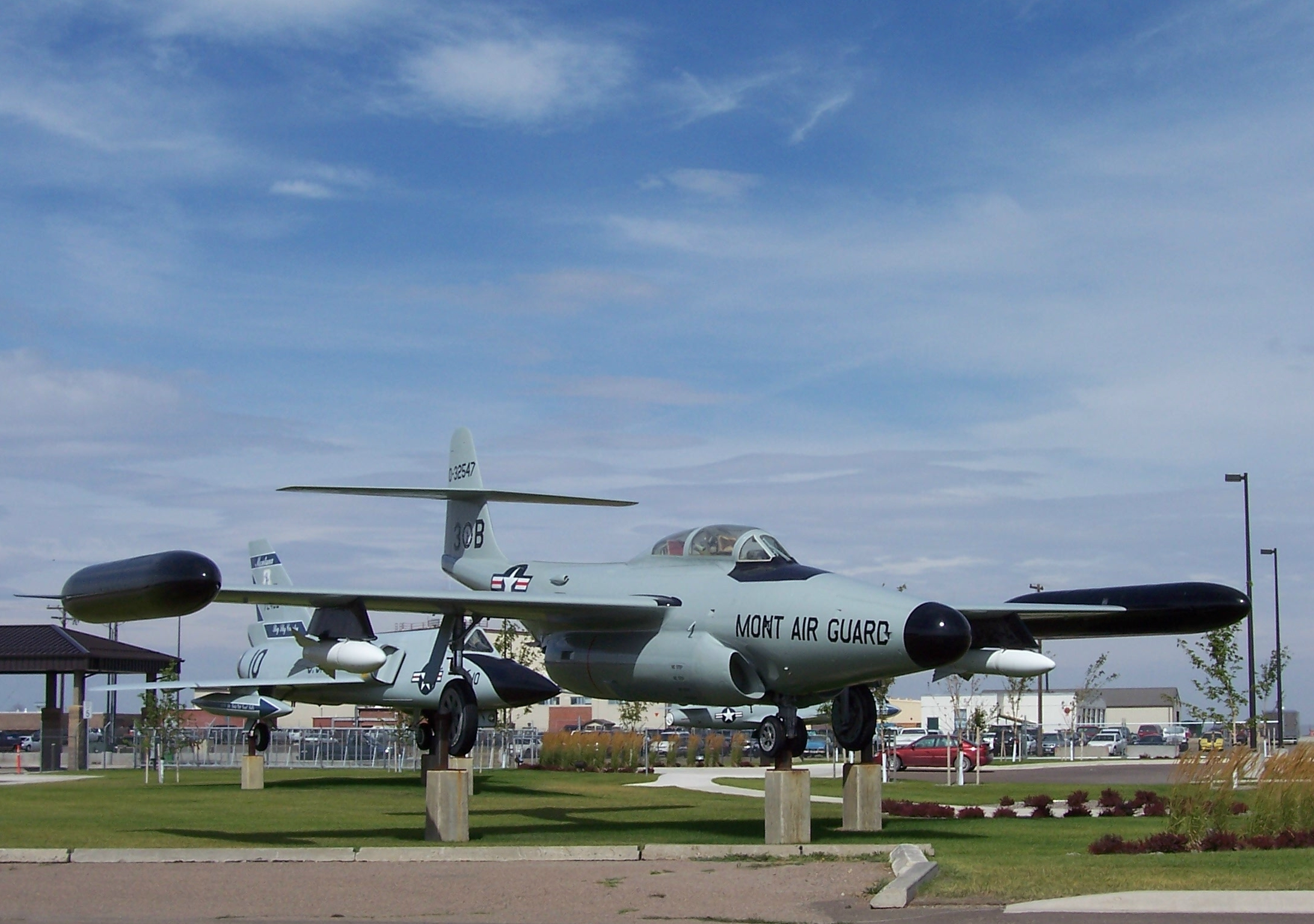
F-89J s/n 53-2547.

- 49-2457: Lakeview Park, Nampa, Idaho.[11]

F-89D
- 52-1862: Elmendorf AFB, Anchorage, Alaska.[12]
- 53-2463: Museum of Aviation, Robins Air Force Base, Georgia.[13]
- 53-2494: base del 158th Fighter Wing, Vermont Air National Guard, Burlington Air National Guard Base, Vermont.[14]
- 53-2519: Planes of Fame Museum, Chino, California.[15]
- 53-2536: EAA AirVenture Museum, Oshkosh, Wisconsin.[16]
- 53-2610: Air Force Armament Museum, Eglin Air Force Base, Florida.[17]
- 53-2646: Friendship Park, Smithfield, Ohio.[18]
- 53-2674: Pima Air & Space Museum (junto a la Davis-Monthan Air Force Base), Tucson, Arizona.[19]
- 53-2677: Minnesota Air National Guard Museum, Minneapolis, Minnesota.[20]

F-89H
- 54-0298: Dyess Linear Air Park, Dyess Air Force Base, Texas.[21]
- 54-0322: Hill Aerospace Museum, Hill Air Force Base, Utah.[22]

F-89J
- 52-1856: Bangor International Airport/Bangor Air National Guard Base (anteriormente Dow AFB), Maine.[23]
- 52-1896: New England Air Museum, Windsor Locks, Connecticut.[24]
- 52-1911 (pintado como el 53-2509): Museo Nacional de la Fuerza Aérea de Estados Unidos, Wright-Patterson Air Force Base, Dayton, Ohio. Este avión fue el último F-89 en servicio cuando fue transferido al Museo desde la Maine Air National Guard en julio de 1969.[25]
- 52-1927: Castle Air Museum (former Castle AFB), Atwater, California.[26]
- 52-1941: Peterson Air and Space Museum, Peterson Air Force Base, Colorado.[27]
- 52-1949: March Field Air Museum, March Air Reserve Base (anteriormente March AFB), Riverside, California.[28]
- 52-2129: Air Power Park and Museum (cerca de la Langley Air Force Base), Hampton, Virginia.[29]
- 53-2547: 120th Fighter Wing de la Montana Air National Guard en Great Falls Air National Guard Base, Great Falls International Airport, Montana. Es el único avión que ha disparado un cohete Genie real.[30]
- 53-2453: Heritage Flight Museum, Bellingham, Washington.[31]
- 53-2604: 119th Wing de la North Dakota Air National Guard, Fargo Air National Guard Base/Hector Field, Fargo, North Dakota.[32]

## Especificaciones (F-89D)
Referencia datos: Scorpion with a Nuclear Sting

### Características generales
- Tripulación: Dos
- Longitud: 16,4 m (53,8 ft)
- Envergadura: 18,2 m (59,7 ft)
- Altura: 5,3 m (17,5 ft)
- Superficie alar: 56,3 m² (606 ft²)
- Peso vacío: 11 428 kg (25 187,3 lb)
- Peso cargado: 16 869 kg (37 179,3 lb)
- Peso máximo al despegue: 19 161 kg (42 230,8 lb)
- Planta motriz: 2× turborreactores con poscombustión Allison J35-A-35.
  - Empuje normal: 24,3 kN (2474 kgf; 5454 lbf) de empuje cada uno.
  - Empuje con postquemador: 32,1 kN (3274 kgf; 7219 lbf) de empuje cada uno.

### Rendimiento
- Velocidad máxima operativa (Vno): 1022 km/h (635 MPH; 552 kt) a 3200 m
- Alcance en ferry: 2200 km
- Techo de vuelo: 15 000 m (49 213 ft)
- Régimen de ascenso: 37,8 m/s (7441 ft/min)

### Armamento
- Bombas: 1500 kg
- Cohetes: 

  - 104x cohete aéreo de aletas plegadas "Mighty Mouse" de 70 mm
  - 16x cohete aéreo de 127 mm en soportes subalares

## Aeronaves relacionadas

### Aeronaves similares
- Avro Canada CF-100
- Lockheed F-94 Starfire
- North American F-86D Sabre
- Sud Aviation Vautour
- Yakovlev Yak-25

### Secuencias de designación
- Secuencia N-_ (interna de Northrop): ← N-20 - N-21 - N-23 - N-24 - N-25A - N-25B - N-26 →
- Secuencia P-_ (Cazas (Pursuit/Fighter) del USAAC/USAAF/USAF, 1924-1962): ← P-86/F-86/D - P-87/F-87 - P-88/F-88 - P-89/F-89 - P-90/F-90 - P-91/F-91 - P-92/F-92 →